# 谢纬 (刘宋)
谢纬（?—?），陈郡阳夏县（今河南省太康县）人，曾祖父是谢安第二兄谢据，祖父谢允，谢裕弟谢述之子。
谢纬兄长谢综、谢约因涉范晔谋反事，被宋文帝所杀。谢纬以娶宋文帝女长城公主，而且与谢综、谢约关系交恶，才得幸免一死，流徙广州。宋孝武帝时谢纬回到建康，官至正员郎。其子谢朓。